# Décès en 2011
Décès
- 2007
- 2008
- 2009
- 2010
- 2011
- 2012
- 2013
- 2014
- 2015

Cet article présente une liste de personnalités mortes au cours de l'année 2011 dont la date de décès précise est inconnue.
La liste des personnes référencées dans Wikipédia est disponible dans la page de la Catégorie:Décès en 2011

Les mois de l'année font l'objet de listes spécifiques :